# مخيم عين الحلوة
مخيم عين الحلوة مخيم للاجئين فلسطينيين، في جنوب لبنان، أُنشئ عام 1948من قبل اللجنة الدولية للصليب الأحمر بهدف إيواء نحو 15 ألف لاجئ فلسطيني تم تهجيرهم من قرى الجليل في شمال فلسطين أيام النكبة إثر قيام  الكيان الصهيوني ما يعرف بإسرائيل.
أُنشئ ھذا المخیم على بعد 3 كم إلى الجنوب الشرقي من مدينة صيدا، على قطعة أرض استأجرتها الدولة اللبنانیة من قبل اللجنة الدولیة للصلیب الأحمر عام 1949، سكن اللاجئون في الخيام حتى عام 1952 وبعد أن اھترأت، قام اللاجئون ببناء مساكن اسمنتية بمساعدة وكالة الغوث الدولیة،  وسمي بـ «عين الحلوة» نسبة إلى المياه العذبة التي كانت موجودة حين إنشائه. ويعتبر سكانه فاقدين للمواطنة اللبنانية، ويسمى «عاصمة الشتات الفلسطيني». 

## التسمية
الترجمة المباشرة لـ عين الحلوة هي "نبع الماء العذب". ويعتقد الناس أن المخيم سمي بهذا الاسم نسبة إلى نبع ماء طبيعي كان موجوداً في مخيم عين الحلوة للاجئين الحالي. في الواقع كان نبع عين الحلوة يقع على زاوية الوادي بين قرية المية ومية ودرب السيم. تدفقت المياه من النبع غربًا لمسافة 500 متر باتجاه سد من صنع الإنسان. إنشئ السد عند مفترق الطرق بين قرية المية مية وحي سيروب الحالي في درب السيم. يقع المخيم الفلسطيني بين 1000م إلى 1500م إلى الغرب بعيدًا عن النبع الطبيعي.
الأمير فخر الدين الثاني (فخر الدين ابن من فخر الدين المعني) أطلق عليه لقب "أمير" أو "أمير" بالعربية لأن سلالة المعنيين كانت تحكم لبنان في ذلك الوقت. كان لبنان مقسمًا إلى عدة إمارات (دولة أو ولاية أمير). فكانت هناك إمارة من بين عدة إمارة اسمها "إمارة عين الحلوة" وكان لها أمير. امتدت الإمارة شمال غرباً من نبع عين الحلوة ملتفة حول قاع قرية المية ومية على طول نادي الضباط العسكري الحالي مباشرة شمالاً إلى جدول برغوت (بين المية ومية وحارة صيدا) وغرباً إلى البحر الأبيض المتوسط. ومن الجنوب امتدت الإمارة مباشرة غرباً حتى البحر الأبيض المتوسط. وهكذا حصل مخيم اللاجئين الفلسطينيين الحالي على اسمه من إمارة عين الحلوة.

## المساحة والخدمات
تبلغ مساحته حوالي كيلو متر مربع واحد، ويضم المخيم 10 مدارس، وعيادتان تابعين للأونروا، بالإضافة إلى مستشفيين صغيرين للعمليات البسيطة والمعقدة أحيانا.
الطرق المؤدیة إلى المخیم ھي:
- من الشمال مدخلان: مستدیرة الفرن العربي – جامع الموصللي – الشارع التحتاني. مستدیرة الأمریكان – المستشفى الحكومي – الشارع الفوقاني.
- من الجنوب مدخل واحد: طریق درب السیم – عین الحلوة (الشارع الفوقاني – الشارع التحتاني).
- من الغرب مدخل واحد: مستدیرة الحسبة – حي الزیب – الشارع التحتاني.

هذا ويقيم الجیش اللبناني حواجز ثابتة على مداخل المخیم، ويعمل على مراقبة الحركة منه وإليه.

## السكان

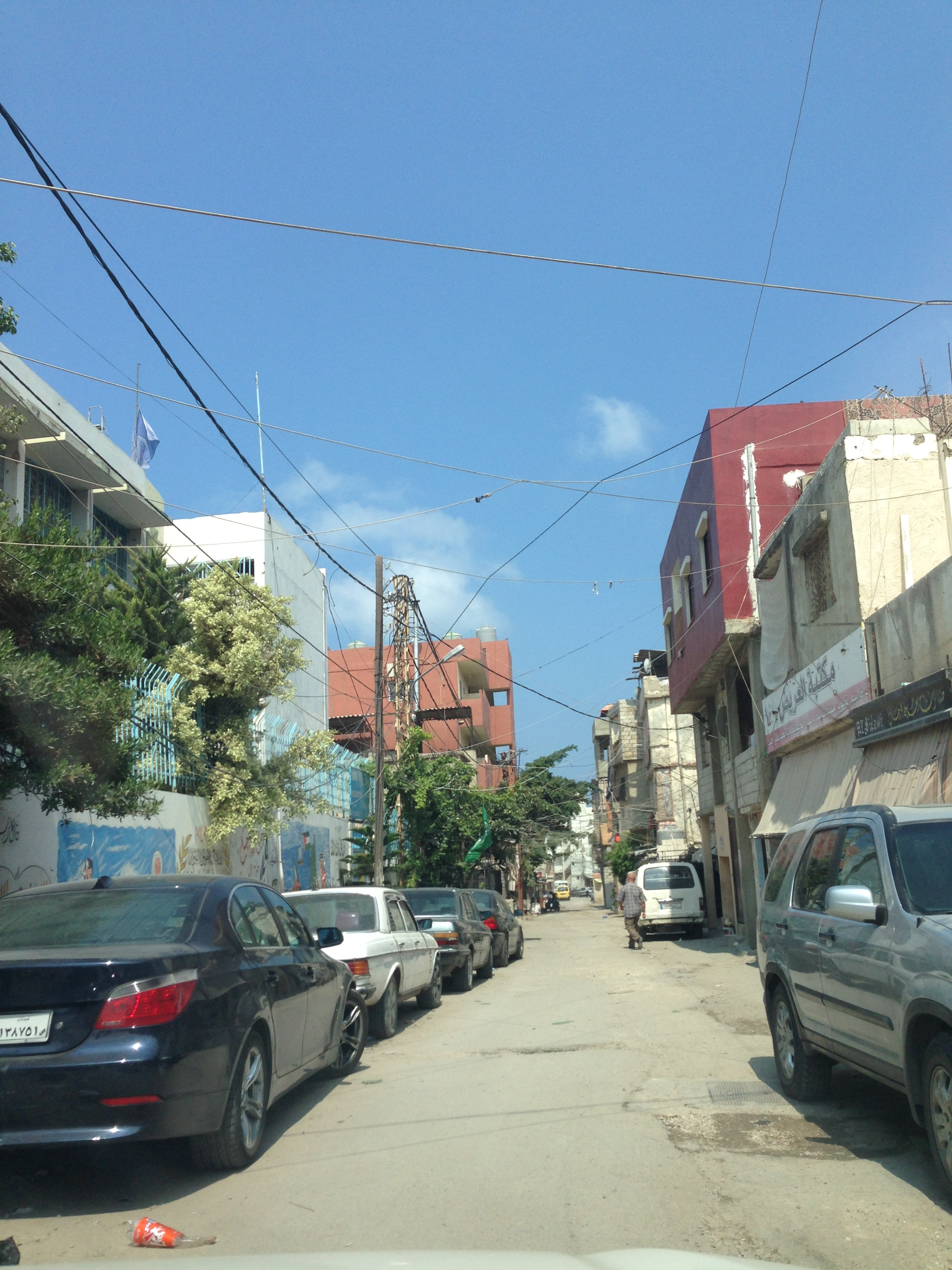
مخيم عين الحلوة, 2014

نزح سكان مخیم عین الحلوة من شمال فلسطین من 36 قریة متاخمة للحدود اللبنانیة، منها قرى عمقا وصفورية وشعب وطيطبا ولوبيا والمنشية والسميرية والنهر والصفصاف وحطين والرأس الأحمر والطيرة وترشيحا والزيب وعكبرة وغوير أبو شوشة ونمرين وسعسع والسموعي في شمال فلسطين، الا أن المخيم استمر باستقبال لاجئين فلسطينيين تم تشريدهم من مخيمات أخرى وبالذات تلك المجاورة لطرابلس خلال الحرب الاهلية اللبنانية، إضافة إلى لاجئي عام 1967 بعد النكسة، ليصبح المخيم الأكبر في لبنان من حيث عدد السكان والمساحة.
بلغ عدد سكان المخيم سنة 2017، حوالي 130 ألف نسمة، بحسب إحصائية غير رسمية بعد الأحداث في سوريا وازدياد عدد اللاجئين السوريين داخله، لذا فهو أكبر مخيم في لبنان من حيث عدد السكان.

## الحياة داخل المخيمات
تفيد تقارير دولية متعددة أن اللاجئين الفلسطينيين في لبنان يعيشون حياة قاسية تشمل الفقر، والمسكن غير الملائم، والأمراض المتفشية، والبطالة بنسبة كبيرة، وينسب البعض أسباب تلك الأوضاع إلى فرض الحكومة اللبنانية قيود كثيرة للغاية على اللاجئين، على سبيل المثال يقال إن اللاجئين محرومون من ممارسة أكثر من 70 مهنة، وهناك قيود على إدخال مواد للبناء إلى المخيمات. وتتواجد العديد من الفصائل الفلسطينية المسلحة داخل المخيم مثل حركة فتح وحركة حماس.
وقد تعرّض المخيم بشكل خاص لأعمال العنف بين الأعوام 1982 و1991، الأمر الذي نتج عنه حدوث عدد كبير من الإصابات وتدمير المخيم بالكامل تقريبا.

## التاريخ

### التأسيس

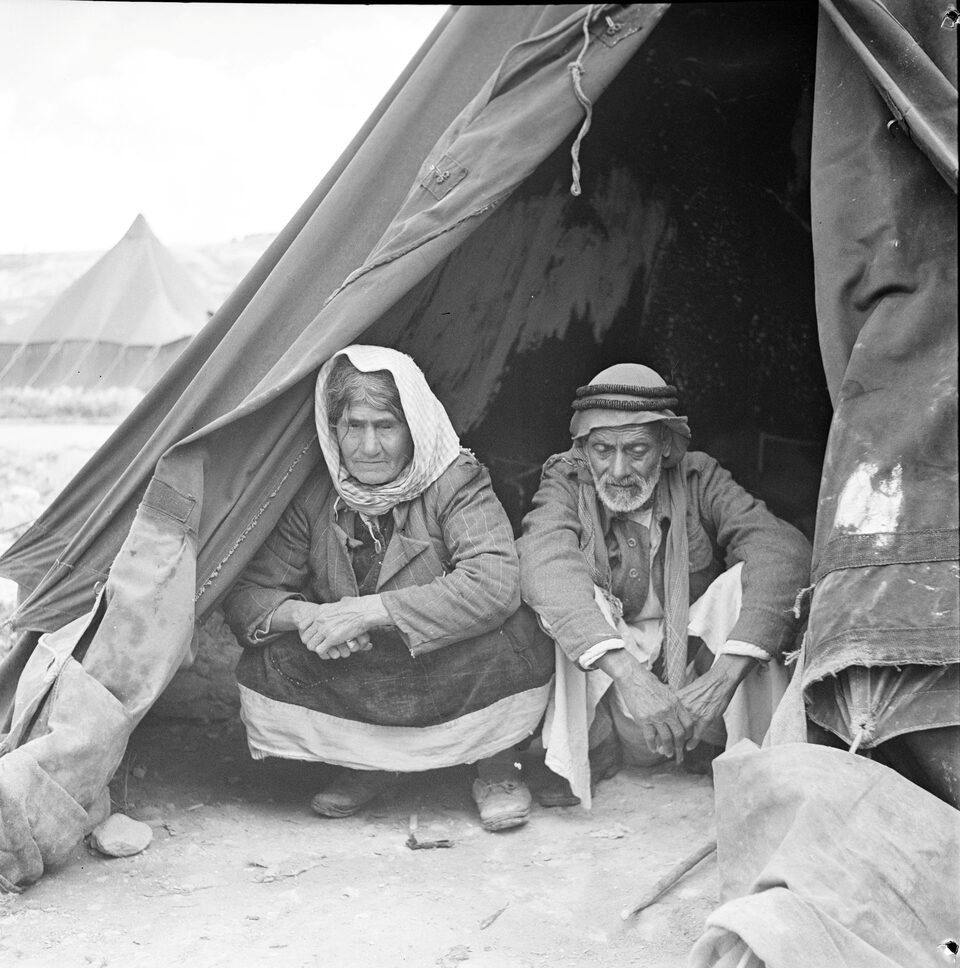
اللاجئون الفلسطينيون في عين الحلوة عام 1948

إنشئ المخيم عام 1948 لإيواء اللاجئين الفلسطينيين النازحين بسبب الطرد والهروب الفلسطيني الذي حدث خلال حرب فلسطين عام 1948 . يقع مخيم عين الحلوة الفلسطيني على أراضٍ خاصة يملكها سكان قرى المية ومية ودرب السيم وصيدا. بلغت مساحة مخيم عين الحلوة في بداية تسعينيات القرن الماضي حوالي 290 دونماً (72 فداناً). اليوم تضاعف حجم المخيم بمقدار 2.35 مرة ليصل إلى 686 دونمًا (170 فدانًا). وتتوزع نسبة أراضي مخيم عين الحلوة في البلدات المذكورة على النحو التالي : المية ومية (22%) درب السيم (4%) وصيدا (74%).

### هجوم عام 1974
في 20 يونيو 1974هاجمت القوات الجوية الإسرائيلية المخيم مما أسفر عن مقتل 11 شخصًا وإصابة 32 آخرين وفقًا للجيش اللبناني.

### حرب لبنان 1982

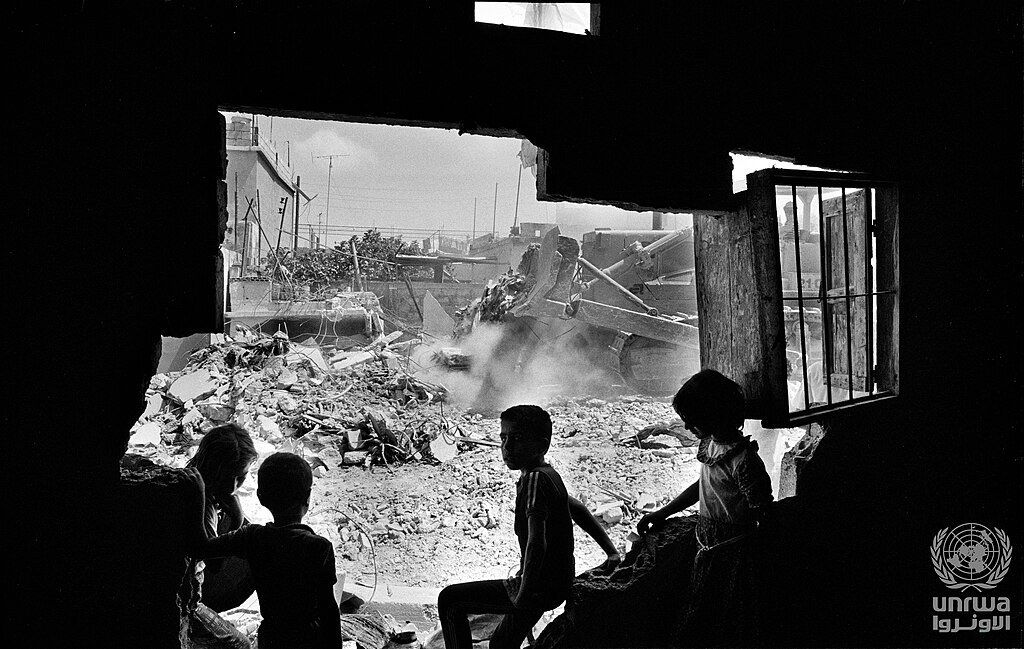
أطفال يشاهدون جرافة إسرائيلية وهي تدفع الجدار المتبقي من ملجأ مدمر في المخيم 1982

خلال الغزو الإسرائيلي للبنان عام 1982 نزلت قوات الدفاع الإسرائيلية شمال صيدا وتعرضت المدينة لقصف جوي كثيف مما تسبب في خسائر فادحة بين السكان المدنيين. وقد شبه دوف يرميا في وقت لاحق القصف الذي استخدم في مخيم عين الحلوة للاجئين بأنه كان شديداً لدرجة أنه يذكرنا بكمية القنابل المستخدمة في الحرب العالمية الثانية ووصف الدمار بأنه 100%. واستمرت المعارك في عين الحلوة لفترة طويلة انتهت بقيام المدافعين الفلسطينيين بمحاولة أخيرة للصمود عند مسجد ثم قامت قوات الدفاع الإسرائيلية بتفجيره. يقدم المؤرخ الإسرائيلي جلعاد بئيري الرواية التالية
كانت مخيمات اللاجئين محصنة بشكل كبير ومليئة بالمخابئ ومواقع إطلاق النار. كان الدفاع الفلسطيني في عين الحلوة ومخيمات اللاجئين الأخرى يعتمد على أسلحة مضادة للدبابات محمولة باليد مثل قاذفات آر بي جي . لم يكن جيش الدفاع الإسرائيلي مستعداً لهذا النوع من القتال إذ كان يمتلك في الغالب قوات مدرعة مخصصة للاستخدام في المناطق المفتوحة. وقد أدت المساحة المبنية إلى إعاقة الأسلحة بعيدة المدى وخلق حالة من المساواة بين الدبابة وقذائف آر بي جي (التي يستخدمها في كثير من الأحيان صبية تتراوح أعمارهم بين 13 و14 عاماً) وزادت من عدد الضحايا الإسرائيليين. لقد أعاقت المقاومة الفلسطينية بشكل جدي الجدول الزمني للتقدم السريع المخطط له نحو بيروت. استغرق الأمر ثمانية أيام قبل القضاء النهائي على المقاومة في عين الحلوة. كانت الطريقة التي اتبعها الجيش هي استخدام مكبرات الصوت لدعوة السكان المدنيين إلى الابتعاد وتفتيش المنازل واحدًا تلو الآخر وتطويق نقاط المقاومة النشطة المتبقية وإخضاعها بنيران كثيفة.

### عواقب الانسحاب الإسرائيلي
بعد الانسحاب الإسرائيلي من بيروت في عام 1985 أصبح مخيم عين الحلوة خارج المنطقة الأمنية الإسرائيلية.
خلال حرب المخيمات استقبل مخيم عين الحلوة أكثر من 8000 فلسطيني فروا من مسلحي حركة أمل وحصار مخيم الرشيدية في صور. لم يكن لدى أمل سوى القليل من الدعم السياسي في صيدا. في 24 نوفمبر/تشرين الثاني 1986، شن تحالف من المقاتلين من جميع الفصائل الرئيسية في المخيم هجوماً على مواقع أمل في قرية مغدوشة الإستراتيجية المطلة على صيدا. وبعد أسبوع من القتال تمكنوا من السيطرة على معظم القرية.
أدت الغارات الجوية التي شنتها القوات الجوية الإسرائيلية في 6 و8 مايو/أيار 1987 على منطقة سكنية في عين الحلوة إلى مقتل خمسة عشر شخصاً وجرح خمسين آخرين وتدمير عشرين منزلاً. وبعد أربعة أشهر في السادس من سبتمبر/أيلول أدت غارة جوية أخرى على مقر للمسلحين في عين الحلوة إلى مقتل ستة وخمسين شخصاً وجرح مائة وتسعين آخرين. وبحسب وكالة الأمم المتحدة لإغاثة وتشغيل اللاجئين الفلسطينيين (الأونروا) كان من بين القتلى تسع نساء وكان من بين الجرحى واحد وعشرون امرأة وطفل.
في 2 كانون الثاني/يناير 1988، أدت الغارات الجوية الإسرائيلية الليلية على مواقع الجبهة الشعبية لتحرير فلسطين - القيادة العامة في عين الحلوة ومواقع الحزب التقدمي الاشتراكي على طول الساحل شمال صيدا إلى مقتل نحو عشرين شخصاً بينهم سبعة أطفال وامرأة واحدة. وكان من بين القتلى أيضًا ثلاثة أعضاء من الجبهة الشعبية لتحرير فلسطين القيادة العامة وثلاثة من الحزب التقدمي الاشتراكي. وقيل إن هذه الغارات جاءت رداً على الهجوم الذي شنته الجبهة الشعبية لتحرير فلسطين القيادة العامة على طائرة شراعية في 25 نوفمبر/تشرين الثاني 1987 والذي أسفر عن مقتل ستة جنود من جيش الدفاع الإسرائيلي. في العامين الماضيين كان هناك حوالي أربعين غارة جوية إسرائيلية على لبنان.

### سيطرة فتح عام 1990
في ثمانينيات القرن العشرين كانت معظم مخيمات اللاجئين الفلسطينيين في لبنان خاضعة لسيطرة الجماعات الفلسطينية المدعومة من سوريا. وفي أواخر ثمانينيات القرن العشرين انتقل أعضاء حركة فتح بزعامة ياسر عرفات بعد طردهم من مخيمات اللاجئين الأخرى إلى عين الحلوة. في 7 سبتمبر 1990 وبعد صراع دام ثلاثة أيام مع منظمة أبو نضال تمكن أعضاء فتح من ترسيخ الهيمنة في عين الحلوة. وأسفرت المعارك عن مقتل ثمانية وستون شخصا وإصابة نحو ثلاثمائة آخرين. وقد أدى ذلك إلى سيطرة فتح على منطقة تمتد من الضاحية الشرقية لمدينة صيدا إلى إقليم الخروب.
في 4 يوليو/تموز 1991 وبعد فشل مفاوضات نزع السلاح كما نص اتفاق الطائف هاجم الجيش اللبناني المواقع الفلسطينية في جنوب لبنان. استمر الهجوم الذي شارك فيه 10 آلاف جندي ضد ما يقدر بنحو 5 آلاف من الميليشيات لمدة ثلاثة أيام وانتهى بسيطرة الجيش على جميع المواقع الفلسطينية حول صيدا. وفي الاتفاق الذي أعقب ذلك سلمت كافة الأسلحة الثقيلة ولم يسمح بوجود أسلحة المشاة إلا في مخيمي اللاجئين عين الحلوة والمية ومية. قُتل في القتال 73 شخصًا وجُرح 200 آخرون معظمهم فلسطينيون.
بحلول عام 1993 تمكنت مجموعة أخرى بقيادة القائد العسكري الأعلى لحركة فتح في المخيم العقيد منير المقداح والمعروفة باسم لواء 13 سبتمبر الأسود بدعم من حزب الله وإيران من السيطرة على أعضاء حركة فتح الرئيسيين في المخيم. وفي 25 نوفمبر/تشرين الثاني 1994 اندلعت معارك أسفرت عن مقتل عشرة أشخاص وطرد الموالين لفتح من المخيم. في ذلك الوقت كان عدد سكان المخيم حوالي 70 ألف نسمة. وفي شهر يونيو/حزيران التالي اندلعت معارك أخرى لمدة يومين بين فصائل فتح أسفرت عن مقتل عشرة أشخاص وإصابة نحو ثلاثين آخرين. لم تدم سيطرة مقداح طويلاً إذ عاد إلى حركة فتح في عام 1998 بعد أن بدأت السلطة الفلسطينية في تمويل المخيم مرة أخرى. في عام 1999 أدانت محكمة لبنانية زعيم حركة فتح في لبنان سلطان أبو العينين بتهمة "تشكيل عصابة مسلحة" وحكمت عليه غيابياً بالإعدام.

### صراع فتح وعصبة النور عام 2003
في مايو/أيار 2003 اندلعت معارك بين أعضاء عصبة النور وأعضاء ميليشيا فتح في عين الحلوة بعد إطلاق النار على زعيم عصبة النور عبد الله الشريدي في 17 مايو/أيار مما أدى إلى مقتله تقريباً حيث قُتل أحد حراس عبد الله الشخصيين وأحد المارة. وقع إطلاق النار أثناء العودة من جنازة أحد أعضاء حركة فتح وقريب العائلة إبراهيم الشريدي الذي قُتل برصاص مهاجم مجهول. هاجم نحو 200 مسلح من عصبة النور الأصولية مكاتب حركة فتح. قُتل ثمانية أشخاص وجُرح 25 آخرون في الاشتباكات في عين الحلوة. وأغلقت المدارس في عين الحلوة وأبقت معظم المتاجر أبوابها مغلقة في ذروة القتال مما أدى إلى نزوح مئات من سكان المخيم. وافقت حركة فتح على وقف إطلاق النار بعد فشلها في هزيمة الأصوليين في المخيم. بعد شهرين من الكمين توفي عبد الله الشريدي متأثرا بجراحه التي أصيب بها أثناء الهجوم.

### اعتقالات عام 2005
في يوليو/تموز 2005 أعتقل أربعة أعضاء من حزب التحرير الإسلامي. وزعمت السلطات اللبنانية أن المجموعة لها ارتباطات بسوريا وأن المجموعة شاركت في هجمات إرهابية في دول عربية مختلفة. ووصفت مصادر فلسطينية هذه التحركات بأنها خطوة نحو نزع سلاح الفصائل الفلسطينية بما يتماشى مع قرار مجلس الأمن التابع للأمم المتحدة رقم 1559.

### الاشتباكات خلال الصراع في لبنان عام 2007

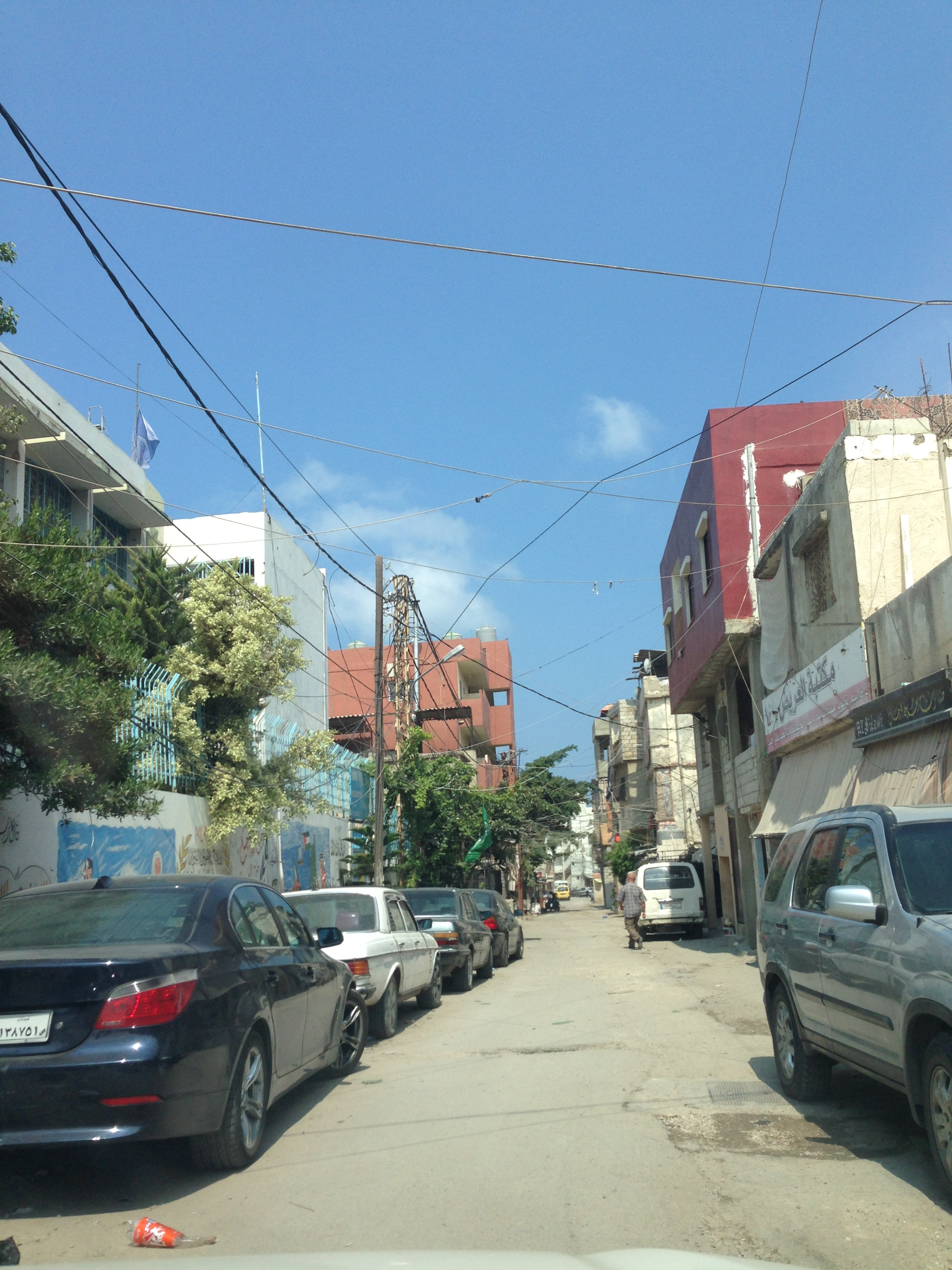
شارع في عين الحلوة ٢٠١٤

في 3 يونيو/حزيران 2007 أطلق جند الشام قذيفة صاروخية على نقطة تفتيش للجيش اللبناني بالقرب من صيدا مما دفع الجيش اللبناني إلى الرد مما أدى إلى اشتباكات في المخيم. وتأتي هذه الاشتباكات في أعقاب ثلاثة أسابيع من التوتر في شمال لبنان حيث يخوض الجيش اللبناني معارك ضد جماعة فتح الإسلام المسلحة في مخيم نهر البارد للاجئين الفلسطينيين.

### اشتباكات عام 2008
في مارس/آذار 2008 اندلعت معارك بين أعضاء حركة فتح وجماعة جند الشام الإسلامية.

### تدفق اللاجئين من سوريا
وقد تفاقمت الأوضاع في المخيم بسبب تدفق اللاجئين الفلسطينيين المقيمين في سوريا سابقًا نتيجة للحرب الأهلية السورية. ونتيجة لهذا التدفق ارتفع عدد سكان المخيم من 70 ألفاً إلى ما يصل إلى 120 ألفاً.
اعتبارًا من عام 2014 كان المخيم يشتبه في أنه وجهة شعبية للمتمردين الجهاديين الفارين من سوريا المجاورة خاصة بعد أن استعاد الجيش السوري بدعم من ميليشيا حزب الله الشيعية اللبنانية السيطرة على يبرود من المتمردين في مارس 2014.

### سور المخيم
وفي عام 2016 بدأت السلطات اللبنانية ببناء جدار خرساني مع أبراج مراقبة حول المخيم. واجه الجدار بعض الانتقادات ووصفه البعض بأنه "عنصري" ووصف السكان بأنهم إرهابيون أو إسلاميون. اعتبارًا من مايو 2017 أصبح بناء الجدار مكتملًا تقريبًا.

### صدامات 2023
في 30 يوليو/تموز 2023 اندلعت معارك داخل المخيم عندما حاول مسلحون اغتيال القيادي الإسلامي محمود خليل ما أدى إلى مقتل أحد مرافقيه. وفي وقت لاحق نصب مسلحون إسلاميون كمينًا لجنرال عسكري من فتح في موقف للسيارات مما أدى إلى مقتله وثلاثة من حراسه الشخصيين. واستمرت المعارك في اليوم التالي ما أدى إلى مقتل ستة أشخاص آخرين ما رفع حصيلة القتلى إلى أحد عشر. وأصيب أكثر من 40 شخصا. وأعلن عن وقف إطلاق النار في وقت لاحق من اليوم. غادر أكثر من 2000 شخص المخيم وسط القتال.

### السكان البارزين
- ناجي العلي رسام كاريكاتير انتقل إلى عين الحلوة مع عائلته بعد التهجير والنزوح الفلسطيني عام 1948
- الحاج رضوان[33]

## الروابط خارجية
- مخيم عين الحلوة ، مقالات من الأونروا
- شاهد "الإستثمارية – في اتجاه الريح بين نابولي وبغداد"
- حملة "زوخروت" بشأن لاجئي الراس الأحمر في عين الحلوة
- من هو عين الحلوة؟ , جدلية
- عين الحلوة: "منطقة اللاقانون" في لبنان (حزيران/يونيو ٢٠٠٣) كمرجع ٣ - رابط بديل